# (4346) Whitney
(4346) Whitney (1988 DS4) – planetoida z grupy pasa głównego asteroid okrążająca Słońce w ciągu 5,25 lat w średniej odległości 3,02 j.a. Odkryta 23 lutego 1988 roku.